# Bryconidae
Die Bryconidae sind eine Familie südamerikanischer Süßwasserfische aus der Ordnung der Salmlerartigen. Die Familie besteht aus vier Gattungen mit insgesamt etwa 50 Arten.
Die vier Gattungen der Bryconidae wurden ursprünglich in die Unterfamilien Bryconinae (Gattungen Brycon, Chilobrycon, Henochilus) und Salmininae (Gattung Salminus) in die Familie Characidae gestellt. Die nahe Verwandtschaft dieser Gruppen gründet sich ausschließlich auf den Vergleich von DNA-Sequenzen aus zwei Genen der mitochondrialen DNA und von drei Genen aus dem Zellkern und wird bisher nicht durch morphologische Merkmale gestützt. In ihrem äußeren Erscheinungsbild sind die Fische aber sehr ähnlich. Sie sind langgestreckt, ähneln Forellen oder Lachsen und leben in Schwärmen überwiegend im Freiwasser.
Die Verwandtschaftsverhältnisse innerhalb der Bryconidae nach Abe et al. 2014:
|  | \| \| Brycon s. str. + Henochilus \| \| \| \| \| \| Salminus \| \| \| \| |
|  |                                                                          |
|  | Brycon chagrensis, B. henni, B. petrosus + Chilobrycon                   |
|  |                                                                          |
|  | Brycon s. str. + Henochilus                                              |
|  |                                                                          |
|  | Salminus                                                                 |
|  |                                                                          |

|  | Brycon s. str. + Henochilus |
|  |                             |
|  | Salminus                    |
|  |                             |

Das Kladogramm zeigt, dass die Einteilung in die Unterfamilien Bryconinae und Salmininae das tatsächliche Verwandtschaftsverhältnis nicht wiedergibt und dass die artenreiche Gattung Brycon kein Monophylum darstellt. Innerhalb der Ordnung der Salmlerartigen (Characiformes) bilden die Bryconidae eine Klade mit den kleinen Beilbauchsalmlern (Gasteropelecidae) und den Triportheidae.